# Еремиаш, Ярослав
Яросла́в Е́ремиаш (чеш. Jaroslav Jeremiáš; 14 августа 1889, Пизек, Австро-Венгрия, ныне Писек, Чехия — 16 января 1919, Бёмиш Будвайс, Австро-Венгрия, ныне Ческе-Будеёвице, Чехия) — чешский композитор, дирижёр и пианист. Сын композитора Богуслава Еремиаша, брат композитора и дирижёра Отакара Еремиаша.

## Биография
Учился в Пражской консерватории у Адольфа Микеша (фортепиано), Карла Штеккера и Витезслава Новака (композиция). Был дирижёром в 1911–1912 в Земельном оперном театре Лайбаха (ныне Любляна), Бёмиш Будвайс (ныне Ческе-Будеёвице) и Праге. Участник с Алоизом Синеком и Алоисом Райзером «Пражского фортепианного трио» (чеш. České trio).

## Сочинения
- опера «Старый король» / Starý král (1919, Прага)
- опера / Rimont (1918)
- оратория «Магистр Ян Гус» / Mistr Jan Hus (1915)
- мелодрама / Raport (на стихи Франи Шрамека, 1913)
- «Сестра Беатриса» / Sestra Beatrice (музыка к драме Мориса Метерлинка)
- «Тристан» / Tristan (музыка к драме Ярослава Марии[чеш.])